# Bastelicaccia
Bastelicaccia (in corso Bastelicaccia) è un comune francese di 3 333 abitanti situato nel dipartimento della Corsica del Sud nella regione della Corsica.

## Società

### Evoluzione demografica
Abitanti censiti